# Domingo Santa María
Domingo Santa María González (Santiago, 4 de agosto de 1825 – Santiago, 18 de julho de 1889) foi um advogado e político chileno. Ocupou o cargo de presidente de seu país entre 18 de setembro de 1881 e 18 de setembro de 1886. Além disso, foi Ministro da Fazenda (1863-1864), Ministro de Relações Internacionais (1879) e Ministro dos Interiores (1879-1880).